# Orologio del Pavone

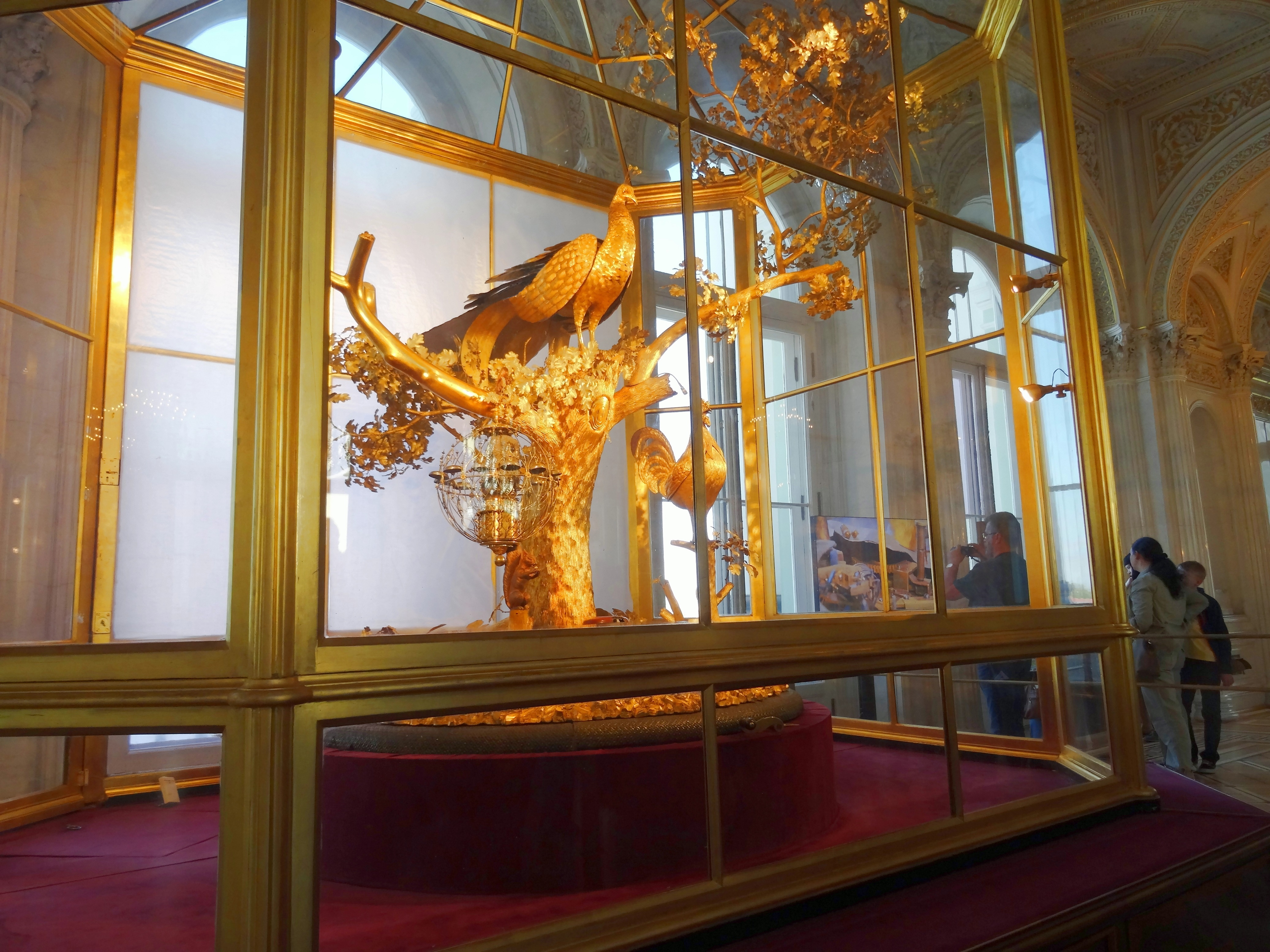
Orologio del Pavone

L'Orologio del Pavone è un grande automa meccanico in rame dorato, rappresenta tre uccelli a grandezza naturale in un giardino con piante, funghi e piccoli animali.
Fu realizzato dall'imprenditore James Cox nella seconda metà del XVIII secolo e per il tramite di Grigorij Potemkin fu acquistato da Caterina la Grande nel 1781.
Costituisce la principale attrattiva della collezione del museo del Piccolo Ermitage a San Pietroburgo. 

## Descrizione
Un quadrante rotante all'interno di uno dei funghi segna le ore, allo scoccare delle quali i meccanismi si mettono in movimento:
all'inizio suonano dei campanelli e una gabbietta ruota per dodici volte, al suo interno un gufo gira la testa a destra e sinistra, sbatte gli occhi e batte la zampa destra.
Dopo circa 90 secondi il meccanismo del gufo avvia un pavone che fa la ruota, allunga il collo, gira e tira indietro la testa aprendo il becco;
quando la coda è completamente aperta l'uccello si blocca per un secondo, poi volge elegantemente la coda agli spettatori e si ferma ancora per un attimo, infine chiude la coda e abbassa la testa tornando alla posizione di partenza.
Alla fine del suo ciclo il meccanismo del pavone avvia un galletto che canta dopo aver agitato la testa più volte.